# Eudes de Saint-Amand

Großmeisterwappen Eudes' de Saint-Amand

Eudes de Saint-Amand oder Odo von St. Amand, auch Odon († 1180) war der achte Großmeister des Templerordens.

## Leben
Eudes entstammte einer Familie aus Coly-Saint-Amand im damals englischen Teil Westfrankreichs. Im Heiligen Land war er 1155 und 1156 Marschall von Jerusalem, um 1160 Vizegraf und Kastellan und von 1164 bis 1167 Mundschenk. Im April 1171 wurde er zum Großmeister des Templerordens gewählt.
Er setzte sich selbstbewusst für die Belange seines Ordens ein, der dadurch sowohl Hass als auch Bewunderung auf sich zog. Ein Beispiel ist aus dem Jahre 1172 überliefert: Als damals ein Tempelritter, Gauthier von Le Maisnil, von König Amalrich I. beschuldigt wurde, einen muslimischen Würdenträger ermordet zu haben, verweigerte Eudes dessen Auslieferung unter Verweis auf eine päpstliche Bulle, laut der die Templer allein der Rechtsprechung des Heiligen Stuhls unterstehen.
Während seiner Zeit als Großmeister nahm Eudes an mehreren Gefechten teil. In der Schlacht gegen die Muslime bildeten seine Templer meist die Angriffsspitze und konnten sich so in Nablus, Jericho und Jerasch glänzender Siege berühmen. Seine vielleicht größte Glanzstunde war am 25. November 1177 die Schlacht von Montgisard, als seine Ritter daran beteiligt waren eine zahlenmäßig deutlich überlegene Armee Saladins vernichtend zu schlagen. Seine Siege waren dem Orden auch dadurch nützlich, dass sie ihm halfen in der europäischen Heimat um Geldspenden sowie Nachschub an Männern und Material zu werben.
Erst im Sommer 1179 wagte Saladin wieder eine Invasion auf das Königreich Jerusalem, diesmals von Damaskus aus. Am 10. Juni 1179 kam es zwischen ihm und einer Kreuzfahrerarmee zur Schlacht von Mardsch Uyun. Die Kreuzfahrerarmee bestand aus den Kontingenten des Königs Balduin IV. von Jerusalem, des Grafen Raimund III. von Tripolis, der Johannitern unter Roger de Moulins und der Templer unter Eudes de Saint-Amand. Nachdem die Kreuzfahrer eine große Abteilung der Muslime schon besiegt hatten und sich als Sieger wähnten, wurden sie ihrerseits von der regruppierten Hauptarmee Saladins überrascht und überrumpelt. Eudes wurde gefangen genommen, König Balduin konnte nur knapp entkommen.
Eudes starb schließlich im Jahre 1180 in einem von Saladins Kerkern. Seine Freilassung im Austausch gegen einen Neffen Saladins war zwar noch verhandelt worden, die Einigung kam für ihn aber zu spät. Bereits im Oktober 1179 wurde Arnaud de Toroga als sein Nachfolger zum Großmeister des Templerordens gewählt.